# Giovanni Crocioni
Giovanni Crocioni (Arcevia, 5 ottobre 1870 – Reggio Emilia, 22 giugno 1954) è stato un filosofo, filologo e pedagogista italiano.

## Biografia

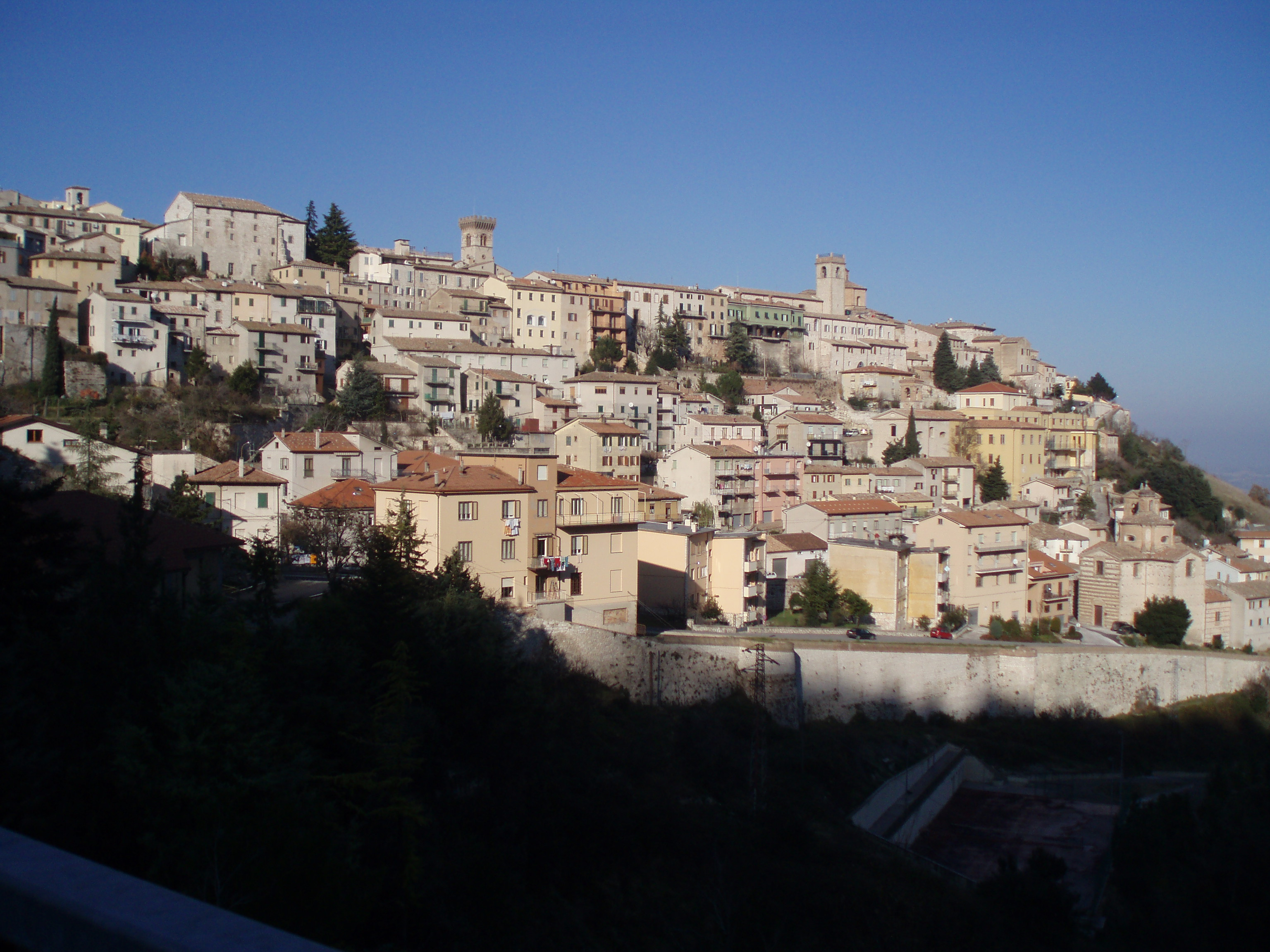
Arcevia, paese natale di Giovanni Crocioni

Nato in provincia di Ancona, precisamente ad Arcevia, il 5 ottobre 1870 da Pietro e Felice Riderelli, Giovanni Crocioni fu tra i primi folkloristi ad occuparsi dello studio delle tradizioni popolari marchigiane.

### Studi universitari
A Roma frequentò l’università, laureandosi in lettere nel 1894 con una tesi sul Dottrinale di Pier Iacopo Alighieri, discussa con Ernesto Monaci e pubblicata l’anno successivo a Città di Castello nella collana di studi danteschi diretta da Giuseppe Lando Passerini. In un secondo momento si laureò in filosofia e proseguì gli studi presso la scuola di Monaci di tradizione filologica romanza e dialettale. Ad influenzare fortemente il pensiero e le successive considerazioni dell’intellettuale furono l’esperienza universitaria e la personalità di Monaci. Interessi di studio, strettamente collegati, per Crocioni furono da un lato la letteratura italiana e la filologia, in particolare l’opera di Dante, e dall’altro lato le tradizioni popolari ed il folklore, marchigiano in primo luogo, nazionale in secondo. Dopo la laurea, dal 1903 Crocioni inizio ad insegnare a scuola, momento cruciale per lo studioso, da cui prese vita il ragionamento sul regionalismo culturale. Fin da subito, Crocioni si scontrò con un mondo scolastico, ad inizio Novecento, colmo di problematiche di diversa natura. Insegnanti ai margini della scala sociale, demoralizzati e completamente ignari delle influenze politiche esercitate su di loro. Dal canto suo, Crocioni propose, in un primo momento, la necessità di istituire delle biblioteche nelle scuole, in modo tale da garantire la fruizione dei libri di testo a tutti gli studenti e avviarli fin dalla tenera età alla pratica della lettura. Storia dell’arte, storia e cultura regionale, secondo lo studioso, dovevano essere inserite all’interno delle offerte formative di licei e scuole medie. A condurre questa battaglia non fu solo, con lui e prima di lui, vi furono, tra i più noti, Giuseppe Kirner e Gaetano Salvemini, i quali si batterono, nel corso della Belle Époque, a favore della attenta valutazione delle questioni scolastiche, della relazione di fondamentale importanza che dev’essere instaurata tra realtà sociale ed educativa, e dell’assoggettamento al potere politico della figura dell’insegnante e della scuola.

### Scuola e primi tentativi di organizzazione sindacale

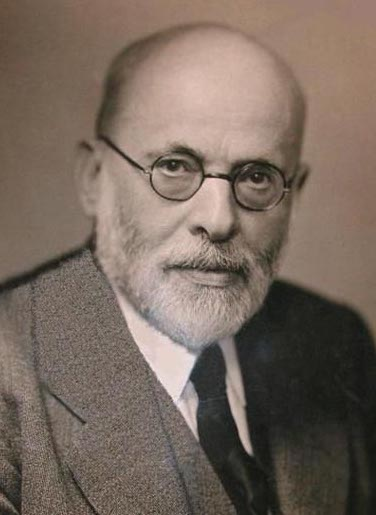
Gaetano Salvemini

È proprio a questo punto che, per la prima volta, entra in gioco il mondo sindacale e i conseguenti tentativi di organizzazione. Nacque, quindi, la «Federazione nazionale scuola media» presieduta da Kirner fino al 1905, anno della sua morte, organizzazione che si fece protagonista dal 1902 al 1914 di una decina di congressi che funsero da sollecitazione ai problemi pedagogici e didattici dell’Italia alla vigilia della Grande guerra.All’interno del quadro generale, si colloca anche Giovanni Crocioni, in particolare nel 1904 a Milano, durante il IV Congresso degli insegnanti medi, il quale si espresse a favore dell’insegnamento della cultura regionale locale nelle scuole medie, promosse l’istituzione di biblioteche, l’insegnamento della storia dell’arte e la scarsa utilità degli esami successivi all’abilitazione per gli insegnanti, andando contro le posizioni di Gaetano Salvemini in quest’ultimo caso. Salvemini replicò sottolineando l’importanza dell’insegnamento delle tradizioni locali distinguendo la tradizione locale, destinata ad essere insegnata presso le scuole professionali, dalla cultura nazionale che doveva essere insegnata nelle scuole generali. Nonostante la diversa visione di insegnamento della cultura regionale, i rapporti tra i due studiosi furono permeati da stima e rispetto reciproco.

### Attività di ricerca

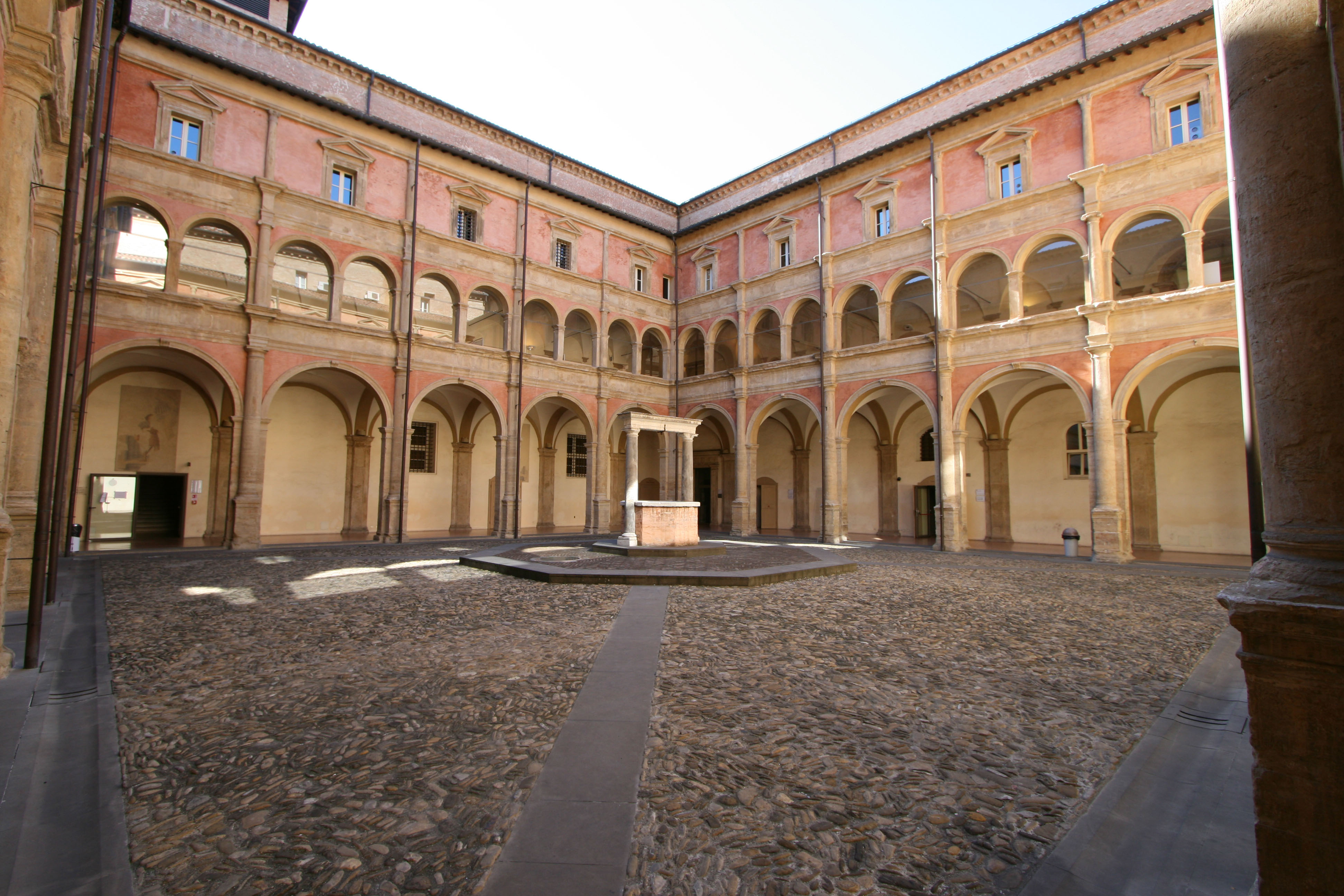
Università di Bologna

Tornando all’esperienza scolastica di Crocioni, nel 1903 ottenne la cattedra per l’insegnamento della storia e dell’italiano nei licei, nel 1913 gli fu riconosciuta la libera docenza in letteratura italiana presso l’Università di Bologna e sempre nello stesso anno divenne ispettore delle scuole medie e provveditore agli studi, lavorando tra Grosseto e Reggio Emilia, fino al 1923, quando assunse il ruolo di provveditore regionale (regione Marche), trasferendosi ad Ancona. Ritornato a Bologna nel 1926, continuò ad esercitare il ruolo di provveditore fino al 1936, anno in cui fu collocato a riposo per raggiunti limiti d’età. Gli fu attribuita la medaglia d’oro come benemerito dell’educazione nazionale. Nel corso del ventennio fascista ebbe modo di lavorare nell’ambito della ricerca sulla cultura regionale marchigiana guidando la rivista «Rendiconti dell’Istituto marchigiano di scienze lettere ed arti» e tentando di accordarsi con la casa editrice Cappelli al fine di curare due collane di letteratura italiana, non riuscendoci a causa dello scoppio della Seconda guerra mondiale.

### Vita privata
Nel 1908 sposò Maria Ruscelloni, la cui famiglia ebbe un ruolo di fondamentale importanza nel corso del Risorgimento a Reggio. Dall’unione nacquero quattro figli. A causa di un incidente in automobile, si spense all’età di 83 anni il 22 giugno 1954 a Reggio.

## Le regioni e la cultura nazionale

Giuseppe Lombardo Radice

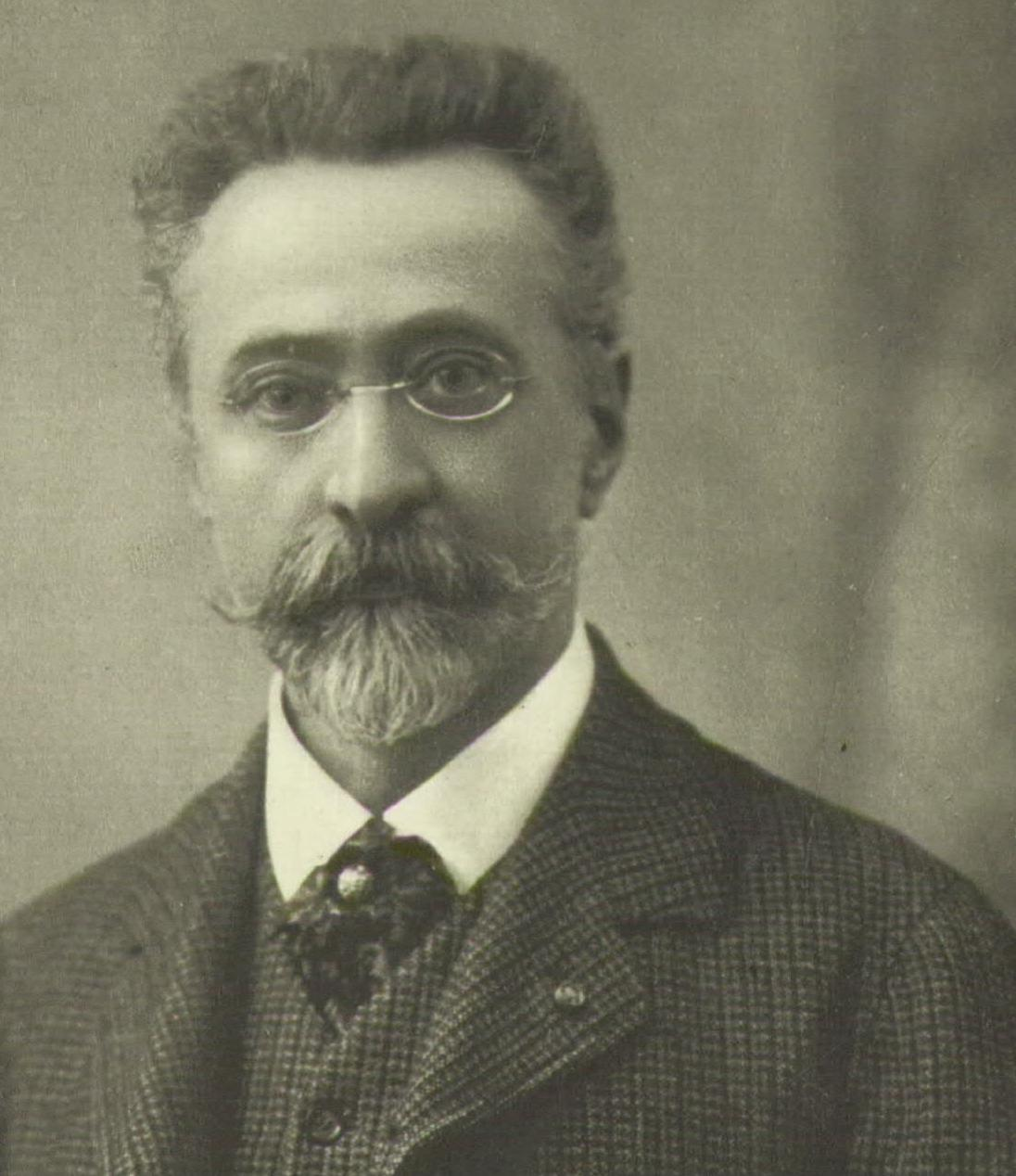
Francesco Lorenzo Pullè

L’opera che consacrò Giovanni Crocioni come uno tra gli esponenti di maggior rilevanza nel panorama degli studi folklorici fu sicuramente Le regioni e la cultura nazionale, dedicata al filosofo Benedetto Croce e pubblicata a Catania nel 1914 in una raccolta presieduta da Giuseppe Lombardo Radice. Nel volume lo studioso sosteneva che peculiarità regionali fossero il risultato del principio fisico-geografico regionale. La relazione tra individuo e ambiente era il prodotto di suggestioni reciproche, ma all’ambiente era attribuita la parte più influente. Le caratteristiche determinanti nel determinare l’inclinazione provinciale erano per Crocioni le seguenti: le condizioni atmosferiche, il territorio e il gruppo di appartenenza razziale, solamente in un secondo momento interveniva l’influenza della storia. Dalle ricerche in ambito geografico di Francesco Lorenzo Pullè e Arrigo Renzi, Crocioni ricavava innanzitutto il concetto di un rapporto tra immutabilità di fattori locali e continuità degli elementi planimetrici e atmosferici, e, secondo lo studioso, questa relazione risaliva fino all’epoca dell’imperatore romano Ottaviano Augusto.
Egli non faceva riferimento solo a studiosi italiani, ma traeva anche spunto da studiosi internazionali come, ad esempio, il francese Hippolyte Taine. In particolare di quest’ultimo analizzava la teoria sull’influsso dell'ambiente e della razza, la quale si può riassumere negli elementi emblematici: race, milieu et moment (razza, ambiente e momento). Attraverso l’ideologia di Taine, il quale sosteneva che il territorio avesse un’origine innata, Crocioni riteneva, tra l’altro, naturale e giustificata l’annessione delle cosiddette terre irredente allo Stato italiano. Secondo Crocioni, inoltre, la cultura era fortemente influenzata dalle varie parti politiche, le quali partecipavano attivamente alla crescita del regionalismo. Alla fine della Prima guerra mondiale arrivò a sostenere che fosse necessario privilegiare la creazione di una consapevolezza culturale a discapito delle riforme burocratiche. Volendo dare maggiore importanza alle tradizioni e alle culture di provincia, le quali erano state messe in secondo piano dalle materie letterarie, Crocioni decise di scrivere una serie di testi dedicati al folklore locale, ripercorrendo la letteratura, l’arte e la politica delle singole regioni. In particolare trattò dell’alta cultura, del folklore, ma anche di scrittori meno rilevanti in quanto pur sempre facenti parte della nazione unita.
Gli intellettuali coevi, nel complesso, ebbero un’opinione positiva dell’opera di Crocioni; tuttavia Giuseppe Isnardi, nella rivista La Voce disapprovò la scelta dello studioso di non aver approfondito in maniera più dettagliata gli elementi più tipicamente locali. Fu proprio grazie a Giovanni Crocioni se gli studi sulla cultura regionale e il folklore raggiunsero notevoli risultati in quegli anni, così difficili per il mondo accademico. Non a caso tra il 1927 e 1928, durante un corso sulle tradizioni popolari all’Università di Bologna, Crocioni denunciò il ritardo «degli studi folklorici poco praticati, poveri di manuali e privi di cattedre nelle università e nelle scuole». In generale, come hanno notato gli antropologi Fabio Dei e Paolo De Simonis, durante il regime fascista, ci fu una debilitazione delle discipline umanistiche, in particolare dell’antropologia.

## Opere
- Le Marche, letteratura arte e storia (Città di Castello 1914);
- Le regioni e la cultura nazionale (Catania 1914);
- Criteri fondamentali per il rinnovamento della scuola media (Reggio Emilia 1918);
- Il professore di scuola media (Ia ed. 1919, IIa ed. Milano 1929);
- Problemi fondamentali dei folklore, con due lezioni sul folklore e D’Annunzio (Bologna 1928);
- Le tradizioni nella letteratura (pubblicato postumo).[1]